# Сосновий Бор (Медведевський район)
Сосно́вий Бор (рос. Сосновый Бор, марій. Сосновый Бор) — селище у складі Медведевського району Марій Ел, Росія. Входить до складу Сидоровського сільського поселення.

## Населення
Населення — 132 особи (2010; 132 у 2002).
Національний склад (станом на 2002 рік):
- марі — 50 %
- росіяни — 33 %